# Xã Sycamore, Quận DeKalb, Illinois
Xã Sycamore (tiếng Anh: Sycamore Township) là một xã thuộc quận DeKalb, tiểu bang Illinois, Hoa Kỳ. Năm 2010, dân số của xã này là 14.425 người.